# Lamprosema pachytornalis
Lamprosema pachytornalis là một loài bướm đêm trong họ Crambidae.